# 李瑞山
李瑞山（1920年11月20日—1997年10月22日），陕西延长人，中华人民共和国政治人物。1935年5月加入中国共产主义青年团；一年后转成中国共产党党员；是中共第九、十、十一届中央委员，第十二届中央候补委员。曾任第七届全国人大常委会委员，中共陕西省委第一书记，陕西省革命委员会主任，陕西省政协主席，国家经委副主任、顾问等职；还是中国饲料工业协会首任会长。

## 早年经历
李瑞山出生在陕西省宜川县狼神山乡（今属，延长县罗子山乡）益枝村的一个普通农民家庭。 1934年冬，自宜川县第二高级小学毕业；1935年5月，14岁的李瑞山加入了中国共产主义青年团，开始参加革命活动；1936年5月，转为中国共产党党员；曾担任共青团中央儿童局书记，西北青年救国会联合会执委、兼儿童部部长等职。
抗日战争期间，李瑞山一直在陕甘宁边区工作；历任中共陇东地委青委书记、陇东青救会主任，陕甘宁边区青救会组织部长、主任；1943年12月，入中共中央党校学习。抗日战争胜利后，随中央干部团赴东北，于1945年11月抵达北安，遂出任中共北安中心县工作委员会委员、兼组织部长；后又先后担任中共克东县委副书记，望奎县委副书记、兼县委组织部部长、县大队副政委等职。1949年3月，李瑞山奉调进入中共黑龙江省委参加集训；当年8月，随军队南下到达湖南。

## 建国后

### 在湖南
1949年8月，29岁的李瑞山已经是地市级干部；但因当地党务人员不明情况，仅被安排担任中共宁乡县委书记的职务；1951年后，历任中共益阳地委第二书记、书记，常德地委书记，湖南省委农村工作部部长。1955年6月，李瑞山升任中共湖南省委常委；1956年6月，当选湖南省委副书记；1960年后，改任省委书记处书记；期间，曾先后兼任过省委组织部长、省委秘书长、长沙市委第一书记；前后在湖南省工作了18年。
在湖南工作期间，李瑞山对农业工作很重视，特别是在水利、种子、肥料，以及对耕作制度的改革和提高栽培技术等方面；并且，还注意借鉴外省的经验。1963年11月，曾和华国锋一起率湖南地方官员赴广东省参观农业生产。毛泽东看到这次参观学习的报告后，亲自撰写了《关于加强相互学习，克服固步自封、骄傲自满的指示》。中共中央还对此专门发了文件，在全国影响很大。

### 在陕西
1966年8月，李瑞山调中共陕西省委工作，任省委第二书记；1968年5月1日，陕西省革命委员会在西安成立，李瑞山任主任；1971年4月，晋升中共陕西省委第一书记；1977年12月，又当选为第四届政协陕西省委员会主席。
任职期间，正逢文化大革命爆发，李瑞山曾受到冲击。他坚持农田水利建设，兴修水库水电站，发展铁路交通。在其任内，陕西的铁路总里程增长了近一倍。

### 在中央
1978年12月10日，中共中央宣布，李瑞山调中央工作，任国家农业委员会副主任、党组副书记；1982年后，又先后担任国家经委副主任、顾问，国务院扶贫开发领导小组副组长；1988年4月，在第七届全国人大一次会议上，当选为全国人大常委会委员，并出任内务司法委员会副主任委员。1985年，李瑞山参与创办了中国饲料工业协会，并一直担任理事会会长直至去世。
1997年10月22日，李瑞山在北京病逝，终年77岁。1999年，中共党史出版社出版了《李瑞山纪念文集》，ISBN 7-80136-349-3。